# Crapona
Crapona (en francès Craponne-sur-Arzon) és un municipi francès situat al departament de l'Alt Loira i a la regió d'Alvèrnia-Roine-Alps. L'any 2007 tenia 2.172 habitants.

## Demografia

### Població
El 2007 la població de fet de Craponne-sur-Arzon era de 2.172 persones. Hi havia 973 famílies de les quals 395 eren unipersonals (163 homes vivint sols i 232 dones vivint soles), 313 parelles sense fills, 214 parelles amb fills i 51 famílies monoparentals amb fills.
La població ha evolucionat segons el següent gràfic:
Habitants censats

### Habitatges
El 2007 hi havia 1.404 habitatges, 988 eren l'habitatge principal de la família, 187 eren segones residències i 229 estaven desocupats. 1.056 eren cases i 342 eren apartaments. Dels 988 habitatges principals, 631 estaven ocupats pels seus propietaris, 330 estaven llogats i ocupats pels llogaters i 27 estaven cedits a títol gratuït; 29 tenien una cambra, 119 en tenien dues, 188 en tenien tres, 285 en tenien quatre i 366 en tenien cinc o més. 672 habitatges disposaven pel capbaix d'una plaça de pàrquing. A 514 habitatges hi havia un automòbil i a 257 n'hi havia dos o més.

### Piràmide de població
La piràmide de població per edats i sexe el 2009 era:
| Homes | Edats   | Dones |
| ----- | ------- | ----- |
| 0     | 95 o +  | 12    |
| 0     | 90 a 94 | 24    |
| 28    | 85 a 89 | 68    |
| 20    | 80 a 84 | 56    |
| 104   | 75 a 79 | 96    |
| 88    | 70 a 74 | 152   |
| 64    | 65 a 69 | 108   |
| 56    | 60 a 64 | 76    |
| 56    | 55 a 59 | 68    |
| 108   | 50 a 54 | 80    |
| 72    | 45 a 49 | 80    |
| 128   | 40 a 44 | 104   |
| 72    | 35 a 39 | 80    |
| 68    | 30 a 34 | 88    |
| 68    | 25 a 29 | 48    |
| 48    | 20 a 24 | 60    |
| 68    | 15 a 19 | 76    |
| 76    | 10 a 14 | 68    |
| 56    | 5 a 9   | 60    |
| 48    | 0 a 4   | 24    |

## Economia
El 2007 la població en edat de treballar era de 1.160 persones, 862 eren actives i 298 eren inactives. De les 862 persones actives 784 estaven ocupades (425 homes i 359 dones) i 78 estaven aturades (32 homes i 46 dones). De les 298 persones inactives 144 estaven jubilades, 58 estaven estudiant i 96 estaven classificades com a «altres inactius».

### Ingressos
El 2009 a Craponne-sur-Arzon hi havia 978 unitats fiscals que integraven 1.948,5 persones, la mediana anual d'ingressos fiscals per persona era de 14.759 €.

### Activitats econòmiques
Dels 207 establiments que hi havia el 2007, 5 eren d'empreses extractives, 11 d'empreses alimentàries, 14 d'empreses de fabricació d'altres productes industrials, 17 d'empreses de construcció, 65 d'empreses de comerç i reparació d'automòbils, 5 d'empreses de transport, 14 d'empreses d'hostatgeria i restauració, 3 d'empreses d'informació i comunicació, 10 d'empreses financeres, 10 d'empreses immobiliàries, 15 d'empreses de serveis, 29 d'entitats de l'administració pública i 9 d'empreses classificades com a «altres activitats de serveis».
Dels 52 establiments de servei als particulars que hi havia el 2009, 1 era una oficina d'administració d'Hisenda pública, 1 gendarmeria, 1 oficina de correu, 3 oficines bancàries, 1 funerària, 8 tallers de reparació d'automòbils i de material agrícola, 2 tallers d'inspecció tècnica de vehicles, 1 autoescola, 4 paletes, 3 guixaires pintors, 3 fusteries, 3 lampisteries, 3 electricistes, 5 perruqueries, 1 veterinari, 8 restaurants, 2 agències immobiliàries i 2 salons de bellesa.
Dels 26 establiments comercials que hi havia el 2009, 1 era un supermercat, 1 una gran superfície de material de bricolatge, 1 una botiga de més de 120 m², 2 botiges de menys de 120 m², 4 fleques, 5 carnisseries, 1 una llibreria, 3 botigues de roba, 2 sabateries, 1 una botiga d'electrodomèstics, 1 una botiga de mobles, 2 drogueries, 1 una perfumeria i 1 una floristeria.
L'any 2000 a Craponne-sur-Arzon hi havia 62 explotacions agrícoles que ocupaven un total de 1.716 hectàrees.

## Equipaments sanitaris i escolars
El 2009 hi havia 1 hospital de tractaments de curta durada, 1 hospital de tractaments de mitja durada (seguiment i rehabilitació), 1 un hospital de tractaments de llarga durada, 2 farmàcies i 1 ambulància.
El 2009 hi havia 1 escola maternal i 2 escoles elementals. Craponne-sur-Arzon disposava de 2 col·legis d'educació secundària amb 311 alumnes.

## Poblacions més properes
El següent diagrama mostra les poblacions més properes.